# Stop and Smell the Roses
| Recensione | Giudizio |
| ---------- | -------- |
| AllMusic   | [ 1 ]    |
| DeBaser    | [ 2 ]    |
| TonyFace   | Positivo |

(Ringo Starr, copertina di Stop and Smell the Roses)
Stop and Smell the Roses è l'ottavo album solista di Ringo Starr, uscito il 20 novembre 1981 su etichetta RCA/Boardwalk.

## Il disco

### Storia
Ringo Starr aveva iniziato una carriera solista nel 1970, con l'LP Sentimental Journey; da quel momento fino al 1976, tutti i suoi dischi, al di fuori di Beaucoups of Blues, erano entrati nella Top 30 statunitense. Improvvisamente, l'ex-beatle passò dalla 28ª posizione di Ringo's Rotogravure del '76 alla 162ª di Ringo the 4th dell'anno seguente; le vendite non migliorarono affatto con Bad Boy (1978).
Dopo gli insuccessi della seconda metà degli anni settanta, Ringo prese una pausa sul fronte discografico, dedicandosi ad altre attività, come il cinema. Nel 1980 decise di tornare a registrare un album, sulla falsariga di Ringo e Goodnight Vienna.

### Composizione dei brani
Ringo Starr chiese a tutti i suoi ex-compagni dei Beatles un pezzo per il suo nuovo album. John Lennon fu il primo a collaborare, dando, il 5 novembre 1979, all'amico batterista il demo della canzone Life Begins at 40, mentre il secondo era in visita da lui al Dakota Building. Paul McCartney invece fornì i brani Private Property ed Attention e George Harrison uno con un titolo ancora ignoto; quest'ultimo era stato contattato dall'amico il 10 novembre 1980. Secondo alcune fonti, Lennon fornì il compagno anche Nobody Told Me.
L'8 dicembre 1980, Lennon venne assassinato a colpi di pistola da Mark David Chapman. Ringo, accorso assieme alla fidanzata Barbara Bach dalla neo-vedova Yōko Ono, preferì non utilizzare Life Begins at 40. Il brano scritto da Harrison invece fu rifiutato da Starr perché in una tonalità troppo alta per lui, così l'autore gli cambiò il testo per renderlo un tributo a John Lennon, lo registrò e lo pubblicò come All Those Years Ago sul suo LP Somewhere in England del 1981; il pezzo divenne un successo mondiale, e vi suonavano anche Ringo e Paul rispettivamente alla batteria ed ai cori. Al suo posto, George fornì Wrack My Brain.
Su Stop and Smell the Roses, Starr non ha nessuna composizione solista al di fuori di Back Off Boogaloo, originariamente pubblicata nel 1972 e qui presentata in una nuova versione. È però accreditato come coautore su Stop and Smell the Roses (Starkey-Nilsson) e Dead Giveaway (Starkey-Wood). Sull'LP, appaiono anche due cover dal passato: la canzone popolare You Belong to Me e Sure to Fall (in Love with You) di Carl Perkins. I restanti due brani, Drumming Is My Madness e You've Got a Nice Way, rispettivamente composte da Harry Nilsson e da Stephen Stills in collaborazione con il chitarrista Micheal Stergis. Nel remake di Back Off Boogaloo vengono citati molti classici dei Beatle, come Lady Madonna, Good Day Sunshine, Help! e With a Little Help from My Friends); inoltre, si apre con il riff di chitarra apparso su It Don't Come Easy, singolo di esordio di Starr.

### Registrazione
L'album venne iniziato in Francia, dove, il 9 luglio 1980, la neo-coppia Ringo "Ritchie" Starr e Barbara Bach si recò. Dall'11 al 21 dello stesso mese ci furono delle sedute di registrazione ai Super Bear Studios a Bear-Les-Alpes presso Parigi, a 2700 metri d'altezza. Approfittando delle registrazioni, i due, finite queste, fecero una breve vacanza di cinque giorni, per poi andare, il 27, a Hollywood, dove le registrazioni proseguirono al Devonshire Sound Studio per un solo giorno, l'11 agosto. Le sedute poi si spostarono a Los Angeles, dove le registrazioni continuarono ai Cherokee Studios. A L.A. si registrò dal quattro al 27 settembre; nel corso di queste, il 23 ed il 25 Ron Wood registrò con il drummer rispettivamente Dead Giveaway e l'outtake Brandy. Nella stessa location, il 6 novembre i due registrarono anche I Don't Believe You. Dal 19 al 25 dello stesso mese le sedute di registrazione si spostarono allo studio F.P.S.H.O.T di Harrison a Friars Park. Il 30 novembre Ringo, in presenza di Nilsson e del fonico Paul Jarvis, ascoltarono i nastri registrati fino a quel momento al Compass Point Studios di Hollywood. Le ultime sedute del 1980 (e le ultime prima dell'omicidio di Lennon) si svolsero qui dal giorno seguente fino al 5; in queste, era presente Nilsson, ed il 4 avvenne l'incisione delle voci per la nuova versione di Back Off Boogaloo. Il 13 febbraio 1981 l'album era completato, e 15 tracce vennero mixate al Compass Point Studios; di esse, cinque vennero scartate per l'album: You Can't Fight Lighting, Brandy, Wake Up, I Don't Believe You e Life Begins at 40. Dei primi mix erano già stati realizzati il 3 dicembre da Starr e Jarvis, nello stesso studio di quelli definitivi.

### Pubblicazione

#### L'etichetta
Dopo il flop di Ringo the 4th del 1977, la Atlantic Records, che distribuiva i dischi del drummer negli States, licenziò Ringo, il quale, per la distribuzione del successivo Bad Boy, altro insuccesso, dovette firmare con la piccola Portait. Al contrario, la Polydor (distribuzione britannica) conservò il suo contratto fino al secondo fallimento. Nel 1981, però, Starr ebbe nuovamente problemi con l'etichetta: lasciò la Portait dopo un litigio circa la distribuzione di Stop and Smell the Roses nell'aprile, e, dopo aver negoziato con varie altre records, scelse la RCA per il Regno Unito e la Boardwalk gli USA. Poco tempo dopo, perse anche questi due contratti.

#### Titolo & copertina
Il disco prende nome da Stop and Take the Time to Smell the Roses, quinta traccia del disco, co-firmata Starkey-Nilsson. Il design della copertina è stato nuovamente curato da John Kosh, mentre le foto sono ad opera di Aaron Rapoport. In origine, negli Stati Uniti Stop and Smell the Roses era stato pubblicato con una copertina che poteva essere grattata, e si sentiva nell'aria profumo di rose.

#### Accoglienza
Originariamente ipotizzato per uscire ad aprile 1981 con il titolo di Can't Fight Lighting, uscì invece il 27 ottobre negli USA ed il 20 novembre in Gran Bretagna. Il disco, teorico come-back di Starr dopo i fiaschi della fine degli anni settanta, non riuscì ad andare molto più in alto nelle classifiche rispetto ai suoi predecessori: non entrò in classifica in Gran Bretagna (ma questo era una prassi dalla compilation Blast from Your Past del 1975), ma negli States arrivò alla 98ª di Billboard Hot 100 (contro Bad Boy alla 129ª e Ringo the 4th alla 162°). In Austria, però, ebbe molto più successo, arrivando al 13º posto; è l'unico altro piazzamento in classifica dell'LP. Anche se le vendite furono migliori rispetto a quelle degli ultimi tempi, il New Musical Express giudicò l'LP come il peggiore dell'anno.
Il 6 settembre 1994, è stato ristampato dalla Right Stuff su CD, con sei bonus tracks, che ne aumentano la durata di quasi il 70%; fra esse, spicca l'originale title track, You Can't Fight Lighting, dove Ringo suona la chitarra e Paul McCartney la batteria. Sempre la Right Stuff, nello stesso anno, fece uscire un EP promozionale contenente tre brani da Stop and Smell the Roses e tre da Old Wave: dal primo erano presenti Wrack My Brain, Dead Giveaway e Private Property. Il titolo completo del CD era Old Wave/Stop and Smell the Roses - Selections from the Deluxe Collector Editions Reissues.

#### Singoli
Da Stop and Smell the Roses sono stati estratti due singoli:
- Wrack My Brain/Drumming Is My Madnes: non entrò in classifica in Gran Bretagna[14] ma arrivò alla 38ª negli USA[6], e divenne l'ultima hit da Top 40 per Ringo Starr[1]
- Private Property/Stop and Take the Time to Smell the Roses: pubblicato solo negli Stati Uniti ed in pochi altri Stati[15], non entrò in classifica[6]

Inoltre, nel 1994 la Right Stuff commercializzò il singolo Wrack My Brain/Private Property.

#### Promozione
Dopo la fine delle sedute per l'album, Ringo Starr, assieme a Barbara Bach, tornò a Los Angeles, dove la coppia si sposò il 27 luglio. Tornati a Londra il 24 agosto, tra il 16 ed il 19 del mese seguente vennero registrati i videoclips televisivi di Wrack My Brain e Stop and Take the Time to Smell the Roses. Un'operazione affine venne compiuta, tra il 13 ed il 15 gennaio 1982, per la promozione di Private Property; in questo caso, però, il video durava 11 minuti, ed era intitolato The Cooler.
La promozione del disco Stop and Smell the Roses incominciò il 26 ottobre e durò per circa un mese; in questa prima data, venne registrata un'intervista per la stazione radio KLOS di L.A. L'indomani, lo stesso giorno della pubblicazione dell'LP negli States, il drummer apparve nel breakfast show televisivo Good Morning America, mentre il 29 in uno radiofonico intitolato WBEN Buffalo. Tutto il mese di novembre e la prima decade di dicembre furono caratterizzate da interviste e pubblicazioni di esse; l'ultima risale al 12 dicembre, per il New Musical Express.

## Tracce
Lato A
1. Private Property (prodotta da Paul McCartney) – 2:42 (Paul McCartney)
2. Wrack My Brain (prodotta da George Harrison) – 2:20 (George Harrison)
3. Drumming Is My Madness (prodotta da Harry Nilsson) – 3:28 (Harry Nilsson)
4. Attention (prodotta da Paul McCartney) – 3:19 (Paul McCartney)
5. Stop and Take the Time to Smell the Roses (prodotta da Harry Nilsson) – 3:09 (Richard Starkey-Harry Nilsson)

Lato B
1. Dead Giveaway (prodotta da Ron Wood) – 4:28 (Richard Starkey-Ron Wood)
2. You Belong to Me (prodotta da George Harrison) – 2:09 (Pee Wee King-Redd Stewart-Chilton Price)
3. Sure to Fall (in Love with You) (prodotta da Paul McCartney) – 3:41 (Carl Perkins-Quinton Claunch-William Cantrell)
4. Nice Way (Nella ristampa CD del 1994 è indicata come "You've Got A Nice Way"; prodotta da Stephen Stills) – 3:31 (Stephen Stills-Mike Stergis)
5. Back Off Boogaloo (prodotta da Harry Nilsson) – 3:15 (Richard Starkey)

### Ristampa su CD del 1994
Stop and Smell the Roses venne ristampato su CD nel 1994 solo negli USA, con sei bonus track:
1. Wake Up (prodotta da Stephen Stills) – 3:45 (Richard Starkey)
2. Red and Black Blues (prodotta da Stephen Stills) – 3:20 (Lane Tietgen)
3. Brandy (prodotta da Ron Wood) – 4:08 (Joseph B. Jefferson, Charles B. Simmons)
4. Stop and Take the Time to Smell the Roses (Original Vocals Version) – 3:09 (Richard Starkey-Harry Nilsson)
5. You Can't Fight Lighting (prodotta da Paul McCartney) – 5:41 (Richard Starkey)
6. Hand Gun Promos – 2:03

## Formazione

### Brani prodotti da Paul McCartney
Paul McCartney produsse Private Property, Attention e Sure to Fall (in Love with You).
- Ringo Starr: voce, batteria
- Paul McCartney: cori, basso elettrico, pianoforte, percussioni
- Laurence Juber: chitarre
- Linda McCartney: cori
- Howie Casey: sassofoni
- Lloyd Green: steel guitar a pedale (solo su Sure to Fall)

### Brani prodotti da George Harrison
George Harrison produsse Wrack My Brain e You Belong to Me.
- Ringo Starr: voce, batteria
- George Harrison: cori e chitarre (solo su Wrack My Brain), chitarra solista (solo su You Belong to Me)
- Ray Cooper: pianoforte e sintetizzatore, chitarra solista (solo su Wrack My Brain), tamburello (solo su You Belong to Me)
- Al Kooper: pianoforte, sintetizzatore (solo su You Belong to Me), chitarra elettrica (solo su Wrack My Brain)
- Herbie Flowers: basso elettrico e tuba (solo su Wrack My Brain)[4]

### Brani prodotti da Harry Nilsson
Harry Nilsson ha prodotto Drumming Is My Madnes, Stop and Take the Time to Smell the Roses e Back Off Boogaloo.
- Ringo Starr: voce, batteria
- Dennis Budimir: chitarra
- Ritchie Zito: chitarra
- Fred Tackett: chitarra
- Dennis Belfield: basso elettrico
- Jane Getz: pianoforte
- Jim Keltner: batteria
- Jerry Jumonville: sassofono tenore
- Jim Gordon: sassofono baritono
- Lee Thornburg: tromba
- Bruce Palson: trombone
- Rick Riccio: flauto (solo su Drumming Is My Madness)
- Harry Nilsson: cori (solo su Back Off Boogaloo)[4]

### Dead Giveaway
Venne prodotta da Ron Wood e Ringo Starr.
- Ringo Starr: voce, batteria
- Ron Wood: cori, chitarre, basso acustico, sassofoni
- Greg Mathieson: pianoforte
- Joe Sample: pianoforte
- Wilton Felder: basso elettrico[4]

### Nice Way
Venne prodotta da Stephen Stills.
- Ringo Starr: voce, batteria
- Stephen Stills: cori, chitarra solista
- Mike Stergis: cori, chitarra ritmica
- Mike Finnigan: cori, pianoforte
- Harley Thompson: basso elettrico
- Joe Lala: percussioni[4]